# Thomas Fothen
Thomas Fothen (Kaarst, 6 aprile 1983) è un ex ciclista su strada e pistard tedesco, professionista dal 2005 al 2011 e fratello minore dell'ex ciclista Markus Fothen.

## Carriera
Inizia la propria carriera da professionista su strada nel 2005 nella squadra tedesca Team Sparkasse. L'anno dopo, nel 2006, si ricongiunge con il fratello Markus nella formazione ProTour Gerolsteiner. Nel 2007 partecipa al suo primo grande giro, il Giro d'Italia, dove ottiene alcuni piazzamenti in top-ten nelle tappe in volata. Nel 2009 seguendo ancora il fratello cambia squadra, e passa al Team Milram. Conclude la carriera nel 2011 al Team NSP.

## Palmarès

### Strada
- 2001 (Juniores)

Campionati tedeschi, prova in linea Juniores
- 2004

Harzrundfahrt

### Pista
- 2002

Campionati tedeschi, inseguimento a squadre (con Jens Lehmann, Sebastian Siedler e Moritz Veit)

## Piazzamenti

### Grandi Giri
- Giro d'Italia

2007: 122º
2008: ritirato (16ª tappa)
2009: 133º

### Classiche monumento
- Milano-Sanremo

2007: 115º